# Wendisch Waren
Wendisch Waren es un municipio situado en el distrito de Ludwigslust-Parchim, en el estado federado de Mecklemburgo-Pomerania Occidental (Alemania), a una altitud de 51 metros. Su población a finales de 2016 era de 362 habs. y su densidad poblacional, 26 hab/km².

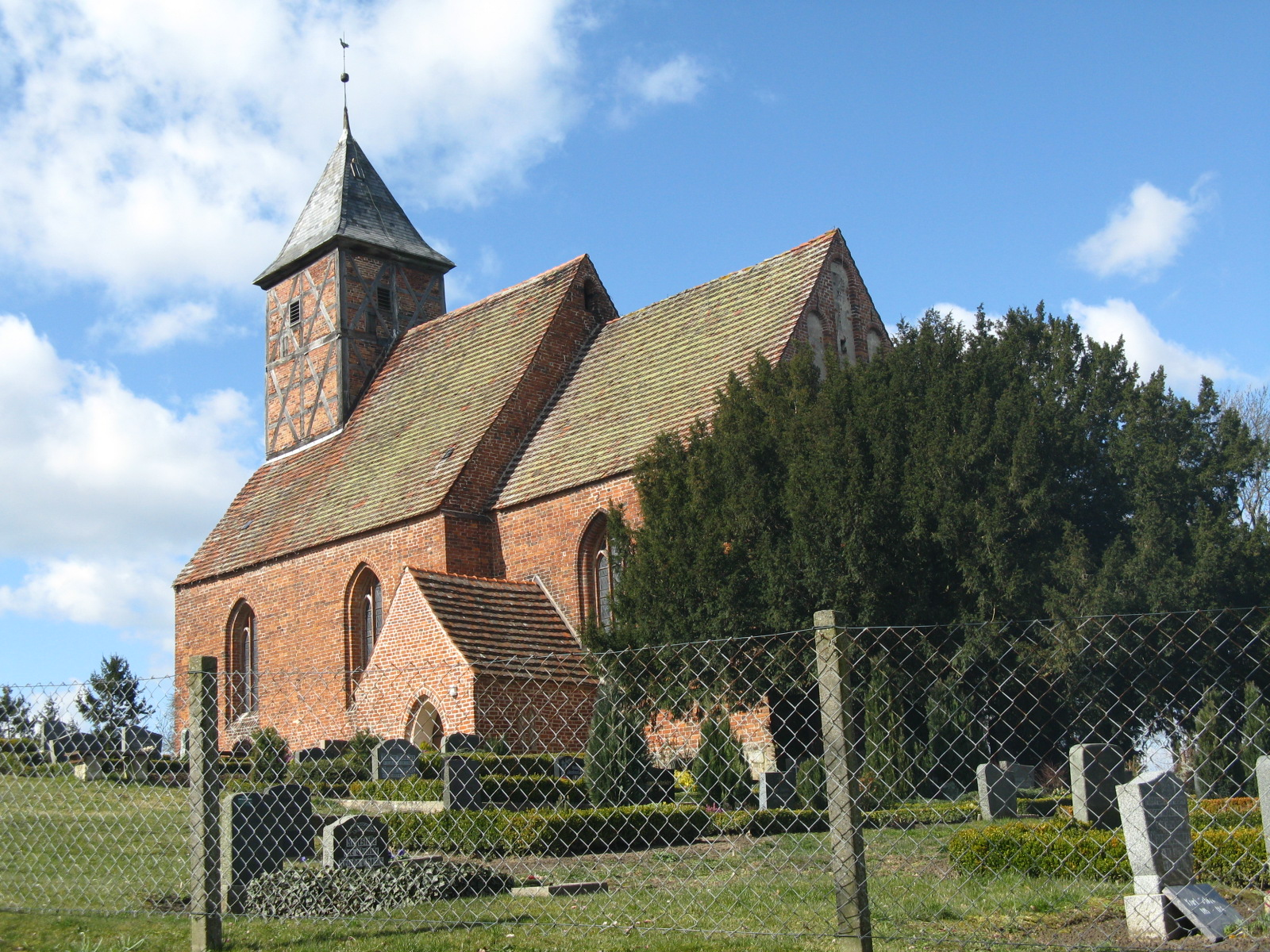
Iglesia de Wendisch Waren